# Estadio Ghadir
El Estadio Ghadir (en persa: ورزشگاه غدیر اهواز‎) es un estadio multiusos ubicado en la ciudad de Ahvaz en Irán, usado para la práctica del fútbol y Atletismo. El estadio inaugurado en 2012 tiene una capacidad para 50.200 personas, siendo el tercer estadio más grande del país por detrás del Estadio Azadi de Teherán y del Estadio Yadegar-e-Emam en Tabriz.
La construcción del estadio se inició el 2 de febrero de 2006 durante una visita oficial a la ciudad del presidente Mahmoud Ahmadinejad. El estadio en sí fue finalizado a principios de 2012 después de 6 años de construcción.
El recinto es propiedad del club Foolad Ahvaz FC integrante de la Liga Profesional de fútbol.